# Mortadelo y Filemón. Misión: salvar la Tierra
Mortadelo y Filemón. Misión: salvar la Tierra es una película cómica española estrenada el 25 de enero de 2008 y dirigida por Miguel Bardem. Trata sobre los famosos personajes de cómic del dibujante español Francisco Ibáñez y se estrenó con motivo del cincuenta aniversario de la publicación de las historietas, siendo la segunda película en imagen real de los personajes tras La gran aventura de Mortadelo y Filemón. Fue producida por la división de cine del Grupo Zeta, la productora ON PICTURES.

## Argumento
Mortadelo y Filemón están peleados el uno con el otro desde que Mortadelo vio a Filemón sobrepasarse con su hermana Toribia, aunque en realidad fue al revés. Coincidiendo con una horrible sequía, unos terroristas liderados por el malvado Botijola están saboteando las reservas de agua, provocando que el mundo se muera de sed. El profesor Bacterio inventa una máquina para hacer que llueva, pero el invento lo que hace es hacer desaparecer el agua. Botijola se entera y decide que si consiguiera ese invento podría acabar con las reservas de agua mucho antes que con el sabotaje. El plan de Botijola es secar todo el planeta y sustituir el agua por un líquido que él mismo ha creado. 
Los agentes más famosos se reúnen para decidir que hacer, pero Botijola hace estallar el edificio, hiriendo a todos los agentes. Los únicos agentes que se salvan son Mortadelo y Filemón, que faltaron a la reunión. El Súper los reúne y les contrata para que detengan a Botijola. Mortadelo y Filemón hacen un trato: trabajarán juntos, pero luego cada uno por su lado. Botijola secuestra a Bacterio y le interroga para que le diga donde está el invento. Pero Bacterio, antes de ser secuestrado, utilizó su máquina del tiempo para esconder las dos partes de su invento en diferentes épocas. Mortadelo y Filemón utilizan la máquina del tiempo para viajar al Coliseo Romano, donde encuentran una parte del invento, pero al volver, El Matraca (uno de los secuaces de Botijola) la roba.
Mortadelo y Filemón viajan esta vez a la época del inquisidor Torquemados. El Súper les dice que la clave para encontrar la parte del invento es `Bush´. En las mazmorras de Torquemados, Mortadelo y Filemón encuentra un perro llamado Bush. El collar de Bush reproduce un holograma de Bacterio, que les dice que la parte del invento está en una campana. Mortadelo y Filemón encuentran la parte del invento, pero Chulin, otro secuaz de Botijola que viajó con ellos, la roba y se la entrega a Botijola. Mortadelo y Filemón son capturados por Torquemados, que decide quemarles, pero el Súper se las ingenia para hacerlos volver.
La guarida de Botijola está cerca del pueblo natal de Mortadelo, así que Mortadelo y Filemón van allí. Allí encuentran a Toribia, que trabaja como criada. Filemón trata de detener a Botijola, pero Botijola le hipnotiza para que se pegue una paliza a sí mismo. Toribia aprovecha para besarle. Mortadelo, que sigue creyendo que es Filemón el que busca a Toribia, se enfada de nuevo, pero Toribia reconoce que es ella la que está enamorada de Filemón. Mortadelo, al darse cuenta de que se ha equivocado, se reconcilia con Filemón. Botijola está a punto de usar el invento de Bacterio para secar el planeta entero, pero Ofelia aparece y derrota a Botijola con la máquina antigravedad.
Bacterio inventa otra máquina para hacer que llueva y esta vez sale bien, pero Mortadelo la rompe, por lo que Bacterio no puede parar la lluvia y las ciudades se inundan. La película termina con el Súper, Bacterio y Ofelia persiguiendo a Mortadelo y Filemón.

## Guion
El proceso de creación del guion fue largo. Al director le llamaron para dirigir y durante casi dos años se puso a preparan el guion, realizando en este periodo 12 versiones. La explicación del director fue que el primer borrador que hizo era bastante alocado, además han trabajado dos equipos de producción, los demás proyectos de los actores. Pero el director lo comprende debido a la gran importancia del proyecto. La historia tiene como referente la historieta El caso del bacalao, aunque los villanos proceden de otras aventuras, como es el caso del señor Todoquisque. El perro "Bush", que reparte tortazos a todo aquel lleva sombrero está sacado de un can similar, aunque sin nombre, de la historieta Chapeau el "Esmirriau".

## Reparto
- Edu Soto como Mortadelo: el torpe agente de la TIA, y protagonista de la película.
- Pepe Viyuela como Filemón: agente de la TIA y jefe de Mortadelo, protagonista.
- Carlos Santos como Señor Botijola: principal villano del film que desea secar La Tierra.
- Mariano Venancio como Superintendente Vicente: director de la TIA, jefe de Mortadelo y Filemón.
- Janfri Topera como Profesor Bacterio: científico de la TIA, creador de la máquina de la lluvia y de la sequía.
- Berta Ojea como Señorita Ofelia: secretaria del Superintendente Vicente.
- Alex O'Dogherty como Todoquisque: maestro del disfraz que trabaja para Botijola.
- Tomás Pozzi como Chulín: ladrón asiático que trabaja para Botijola.
- Andrés Gasch como Matraca: enorme bandido colaborador de Botijola.
- Emilio Gavira como Rompetechos: un pequeño hombre bajo que busca apartamento y tiene problemas de vista.
- Carmen Ruiz como Toribia, hermana de Mortadelo: criada de Botijola. Está enamorada de Filemón.
- Secun de la Rosa como Nerón: emperador de la antigua Roma.
- Juan Manuel Lara como Seneca: consejero de Nerón, también se encarga de los gladiadores.
- Mario Mesa como Mesopotamia: enorme gladiador que se enfrenta con Filemón.
- Florentino Soria como Agente 101: un veterano agente secreto de la TIA.
- Luis Bermejo como Presentador TV: presentador del telediario de la CÑÑ.
- Cecilia Freire como Corresponsal CÑÑ: corresponsal de la cadena en el edificio de la JONU.
- Toni Albà como Rey: en el castillo de la Edad Media al que viajan los protagonistas.

## Producción

### Nacimiento del proyecto
Cuando estaba rodando el largometraje La mujer más fea del mundo, el director ya había pensado en realizar un largometraje basado en los personajes de Ibáñez. Tras el éxito en taquilla de La gran aventura de Mortadelo y Filemón, se pensó en filmar otra película y Bardem aceptó el proyecto. Se quiso crear una película dirigida a un público más joven, y nos muestra como tema principal la amistad que tienen los dos personajes.

### Rodaje
Para que los fanes del tebeo estuvieran al día de todo lo que acontecía al rodaje, se decidió poner los llamados Diarios de rodaje, en los que se muestra cómo han sido realizadas las escenas de las películas, estos se encuentran divididos en 12 vídeos:
- Diario de rodaje 1: El Pescadilac y Chulín en el túnel chiquitín. Nos encontramos en la  Vías verde de Estremera en el este de la Comunidad de Madrid en donde hay un túnel ferroviario por el que ya no pasa ningún tren. Y por aquí pasará el Pescallidac, vehículo de Mortadelo y Filemón. El director nos muestra de cerca el Pescadilla, donde notamos que es bastante cutre, y nos dicen algunos trabajadores que tardaron dos días decorar el vehículo. Nos dicen que usarán un foco para que, cuando entre el vehículo, se nos muestre un brillo de luz. Otros se encargan de limpiar las piedras en todo momento, ya que en poco tiempo se llenan de polvo. O de grabar la escena del atropello con un muñeco. Se presentan los dobles, quienes se encargan de conducir el vehículo a lo largo de su recorrido. El director se muestra muy satisfecho por lo realizado, nos informa que el rodaje se realizará a lo largo de 12 semanas.[2]
- Diario de rodaje 2: Por las calles del la T.I.A. con jugosa compañía. Nos encontramos en el  fuerte san Francisco  en Guadalajara, donde están un conjunto de factorías y viviendas que están en desuso, y donde el equipo de ambientación lleva varios meses intentando convertirlo en el universo de Francisco Ibáñez y que, cuando lleguen los demás todo esté listo. Se nos muestran algunos detalles técnicos como  Vaso de agua por 100 euros . El director nos presenta a Antón Laguna, director artístico, y habla de lo que ha realizado. Se empieza a rodar con los extras de la película, algunos de ellos realizan distintos papeles. El director nos informa que se va a producir el rodaje de la escena de Mortadelo cuando va en bicicleta, a Diego Herberg, el doble de Mortadelo, le atan cuerdas y saldrá volando. Edu Soto se dedica a realizar un baile, luego le atan a unos ganchos, habiendo dificultades y mareándose Edu, pero finalmente se hace.[3]

## Premios

### Goyas 2008
| Categoría                     | Persona                                                        | Resultado |
| ----------------------------- | -------------------------------------------------------------- | --------- |
| Mejor montaje                 | Iván Aledo                                                     | Nominada  |
| Mejor maquillaje y peluquería | José Quetglas Blanca Sánchez Mar Paradela                      | Ganadora  |
| Mejores efectos especiales    | Raúl Romanillos Pau Costa Eduardo Díaz Álex Grau Chema Remacha | Ganadora  |

## La saga
- La gran aventura de Mortadelo y Filemón (2003). Dirigida por Javier Fesser.
- Mortadelo y Filemón. Misión: salvar la Tierra (2008). Dirigida por Miguel Bardem.
- Mortadelo y Filemón contra Jimmy el Cachondo (2014). Dirigida por Javier Fesser. (Película de animación 3D)

## Recepción y crítica
Su recaudación en su primer fin de semana fue de unos 2,8 millones de euros de recaudación con casi medio millón de espectadores, aunque fue bastante peor que su predecesora, que obtuvo 5,1 millones de recaudación y superó el millón de espectadores en 325 salas frente a las 488 de esta segunda parte. Acabó el año siendo la segunda película española más taquillera del 2008, estando en primera posición Los crímenes de Oxford.
En general las críticas de la película fueron inferiores a las de su predecesora, así Javier Cortijo dice que: "Hay gags y personajes de rocambolesca valía (...) pero el conjunto pesa demasiado como para levantar el vuelo cual mariposa con bigote." Aunque Jordi Costa compara las dos películas llegando a la conclusión de que la secuela es "quizás menos excéntrica, pero más legible, con voluntad de lograr un producto familiar."

## DVD
On Pictures puso a la venta en junio de 2008 tres ediciones de la película:
- Edición sencilla: Está formada por un DVD y en ella encontramos: Ficha artística, ficha técnica, tráiler, descripción de personajes, making of, audiocomentario del director, audionavegación y audiodescripción.
- Edición superespecial: Está formada por dos DVD en el primer DVD encontramos: Ficha artística, ficha técnica, videoclip de "Los Delinqüentes", descripción de personajes, audiocomentario del director, audionavegación y audiodescripción. En el segundo: Teaser, promos, piezas y spots, making of, entrevistas, Diarios de rodaje y postproducción, selección de fotos, "Del papel a la pantalla" (Storyboard) y "Construyendo el Universo Ibáñez" (localizaciones y decorados).
- Edición Blu-Ray: Está formada por dos discos, uno Blu-Ray y otro DVD sencillo, en el primero encontramos: Making Of, diarios de rodaje y postproducción, descripción de personajes, ficha técnica, ficha artística, entrevistas, videoclip de "Los Delinqüentes" y audiocomentario del director. En el segundo: Ficha técnica, ficha artística, descripción de personajes, making of, audiocomentario del director, audionavegación y audiodescripción. Copia digital: para grabar la película en PC (incluye la película en definición estándar).